# Interbulk Trading
Die Interbulk Trading SA mit Sitz in Lugano war ein international tätiges Schweizer Rohstoffhandels- und Logistikunternehmen. Sie war auf den weltweiten Handel mit Zementklinker, normalen und speziellen Zementen, mineralischen Produkten sowie festen Brennstoffen spezialisiert und bildete als Tochtergesellschaft des italienischen Italcementi-Konzerns die Handels- und Logistikeinheit der Gruppe.
Interbulk Trading wurde 1994 in Genf als Handelseinheit der 1992 von Italcementi übernommenen Ciments Français S.A. gegründet. 2004 wurde der Sitz nach Lugano verlegt. Gleichzeitig wurden die Aktivitäten auf den Logistikbereich ausgeweitet, insbesondere auf den Schiffstransport. 2005 erfolgte mit dem Handel von festen Brennstoffen wie Petrolkoks und Kesselkohle eine weitere Diversifikation der Geschäftstätigkeit.
2016 wurde Interbulk durch Den Hartogh übernommen, wodurch die Börsenkotierung Interbulks in London endete. Das Unternehmen wurde in der Folge sukzessive in Den Hartogh integriert.